# Heinrich Pecina
Heinrich Pecina (1950. július 23. –) osztrák üzletember, a Vienna Capital Partners nevű befektetési alap és tanácsadó cég elnöke. Pecina befektetőtársasága a tulajdonosa az FHB Banknak, korábban az ő kezén fordult meg a BorsodChem és a TVK is, később pedig új lapkiadót indított Mediaworks Hungary Zrt. néven a Népszabadság – vidéki napilapok és női magazinok bázisán. 2016 végéig gyakorlatilag valamennyi magyarországi érdekeltségét felszámolta.

## Életpályája
Miután a bécsi egyetemen oklevelet szerzett, a Girozentralenál kezdte pályafutását. 1990-től fontos szerepe volt a Creditanstalt Investmentbank (CAIB) keleteurópai üzletágának kiépítésében. 1997-ben, amikor a Bank Austria átvette a Creditanstaltot, távozott a cégtől, és megalapította saját cégét, a Vienna Capital Partnerst (VCP).
2016 nyarán elismerte vétkességét a Hypo Alpe Adria-ügyben, ahol cégét egy 4,3 millió eurós vitatott tanácsadói számla kiállításával gyanúsították.
Az osztrák bíróság 2017 augusztusában Heinrich Pecinát sikkasztás és hűtlen kezelés miatt 22 hónap tartamú, felfüggesztett börtönbüntetésre ítélte.

## Magyarországi tevékenysége

### Médiaérdekeltségek
A Mediaworks létrejöttét, azaz a korábbi két legnagyobb magyar médiavállalat, a Ringier Kiadó Kft. és az Axel Springer-Budapest Kiadói Kft. fúzióját 2014-ben a Gazdasági Versenyhivatal azzal a feltétellel engedélyezte, hogy egy nagyobb médiacsomagot ki kellett szervezniük a közös portfóliójukból. Így kerültek egyes lapok Heinrich Pecina osztrák befektető cégéhez, a Vienna Capital Partnershez.
2015. április 29-én cége megvásárolta az MSZP Szabad Sajtó Alapítványától a Népszabadságban addig fennmaradt közel 28%-os üzletrészét és a dolgozói részvényeket, így a lap teljes egészében osztrák kézbe került. 2016. október 8-án a lapot akkor kiadó Mediaworks bejelentette, hogy a továbbiakban nem folytatják a lap nyomtatott és internetes terjesztését, amíg a lap új koncepciója ki nem alakul. Később Pecina megszüntette magyar médiaérdekeltségeit, amikor kiadót eladta az Optimus Press cégnek, a lap újraindítása pedig elmaradt.
2017 májusában Media Development Management Kft. néven magyarországi lapkiadó vállalatot alapított a ciprusi CPS Trading & Investments Cyprus Limited. Utóbbinak nem Pecina volt az ügyvezetője, de a HVG szerint Pecina Vienna Capital Partners nevű cégével kapcsolatos, amelynek szerepe volt a Népszabadság felvásárlásában. Az ügylettel szert tett a Pannon Lapok Társasága Kft.-re, így megyei napilapok kiadása került a cége érdekeltségébe.
2018. január 29-én Orbán Viktor hivatalos ausztriai látogatása alkalmával nem hivatalosan találkozott az addigra sikkasztásért és hűtlen kezelésért elítélt Pecinával. A magyar kormányfő sajtófőnöke, Havasi Bertalan úgy kommentálta a sajtóértesüléseket, hogy a kormányfő „minden magyarországi médiatulajdonossal szívesen találkozik, ha találkozót kér.”
A 2019. május 17-én nyilvánosságra került ibizai videófelvételen Heinz-Christian Strache osztrák FPÖ-s politikus, akkori alkancellár arról beszélt, hogy az osztrák sajtóban is olyan felvásárlásokat kellene végrehajtani az Osztrák Szabadságpárt javára, mint amilyet Pecina Magyarországon végzett az Orbán-kormánynak. Az ügy magyar kapcsolata miatt összehívták a Nemzetbiztonsági Bizottságot, az MSZP pedig feljelentést tett Ausztriában, hogy fény derüljön, mi volt Pecina szerepe a magyar sajtó átalakításában.

### További befektetések
Pecina pénzügyi befektető, aki gyakran vesz illetve ad el cégeket. Így például 2001-ben a kazincbarcikai BorsodChemet adta el egy kínai befektetőnek. 2004-ben a szerb Blic napilapot vette meg egy német kiadótól, majd hamarosan eladta a svájci Ringier cégnek. Pecina és Spéder Zoltán üzlettársaknak számítottak: 2009-ben a VCP 24 százalékos részesedést vásárolt az FHB Jelzálogbankban, amelyben hasonló nagyságú részesedést szerzett az A64 Vagyonkezelő Kft., amelynek Spéder volt az igazgatósági elnöke.
2016 decemberének elején a VCP Finanz Holding Kft. a Vienna Capital Partners magyarországi leánycége megvált az FHB Jelzálogbank Nyrt.-ben levő részesedésétől (a Vienna Capital Partners magyarországi cége az FHB nyilvánosan jegyzett részvényeinek 24,2 százalékának tulajdonosa volt.) Az üzletrészt a Takarékbank Zrt. szerezte meg, amelynek a szavazati része a tranzakciót követően 20,44 százalékra nőtt az FHB Bankban. Ezzel az adott időpontban gyakorlatilag megszűnt Heinrich Pecina utolsó érdekeltsége is Magyarországon.

## Magánélete
Nagyapja Ferenc Ferdinánd osztrák trónörökös jószágigazgatója volt. Nős, két gyermek apja. Családjával az alsó-ausztriai Maria Ellendben lakik egy kastélyban.